# 28P/Neujmin
28P/Neujmin (denumită și cometa Neujmin 1) este o cometă periodică din sistemul solar cu o perioadă orbitală de aproximativ 18,2 ani. A fost descoperită de Grigori N. Neuimin pe 3 septembrie 1913.
Se estimează că nucleul cometei are un diametru de aproximativ 21,4 kilometri.